# يوهان ويلهلم بورنيمان
يوهان ويلهلم بورنيمان (بالألمانية: Johann Wilhelm Bornemann)‏ (و. 1767 – 1851 م) هو مؤلف، وكاتب ألماني، ولد في غاردهليغن، توفي في برلين، عن عمر يناهز 84 عاماً.